# Évariste Carpentier
Évariste Carpentier (Kuurne, 2 dicembre 1845 – Liegi, 12 settembre 1922) è stato un pittore belga.
Dipinse scene storiche, di genere e paesaggi. Passò dall'accademismo iniziale al naturalismo, per poi approdare al luminismo impressionista. Fu professore e poi Direttore dell'Accademia di Belle Arti di Liegi.

## Biografia

### La formazione
Nato in una famiglia di modesti agricoltori a Kuurne, un villaggio nei pressi di Courtrai, nelle Fiandre occidentali, Carpentier seguì dal 1861 dei corsi all'Accademia di Belle Arti di Courtrai. Nel 1864 fu ammesso all'Accademia Reale di Belle Arti di Anversa, dove seguì gli insegnamenti di Nicaise de Keyser dal 1864 al 1868.
Allievo brillante, gli fu conferito il Premio di Eccellenza nel 1865, ciò che gli permise di avere uno studio privato all'interno dell'Accademia stessa.

### Gli inizi
Nel 1872 Carpentier si stabilì ad Anversa e vi aprì il suo atelier personale. Produsse molte opere su commissione, che però non rivelavano la sua personalità artistica. Iniziò con soggetti religiosi, temi legati all'antichità e simili, e fu proprio nell'ambito della pittura storica che egli si fece soprattutto apprezzare: il quadro "Il disastro della Grande Russia" fu esposto al Circolo Artistico di Anversa ed ottenne un grande successo. Seguendo sempre il gusto accademico dell'epoca, Carpentier amava ritrarre anche animali da cortile e, più in generale, il fascino della vita campestre.
Durante questo periodo Carpentier fece amicizia con gli altri allievi dell'Accademia, fra i quali vi erano Émile Claus, Théodore Verstraete, Frans Hens, Jan Van Beers e con loro si ritrovava spesso alle mostre organizzate dal Circolo artistico. Proprio Émile Claus occupò, dal 1874 al 1877, un angolo dello studio di Carpentier.
Nel 1876 una vecchia ferita al ginocchio, che risaliva alla sua infanzia, generò una serie di complicazioni, al punto che i medici paventarono persino l'amputazione. Quando il dolore gli impedì di lavorare, Carpentier lasciò Anversa e tornò al suo paese natale, dove sua sorella lo curò amorosamente per tre anni.

### Il soggiorno in Francia
Su consiglio del medico, Carpentier lasciò Kuurne nel 1879 e si trasferì nel sud della Francia, al fine di accelerare la sua convalescenza. Un anno dopo, tornando nel nord, si fermò a Parigi, dove ritrovò il vecchio amico Jan Van Beers. Costui lo persuase a stabilirsi nella capitale e a dividere con lui lo studio. Carpentier accettò e prese a dipingere con realismo l'ambiente ovattato della borghesia parigina.
Nel 1881 poté finalmente disfarsi delle stampelle e aprì un suo studio in Boulevard de Clichy, dove tornò a seguire la sua vecchia passione per la pittura storica. Le scene della Rivoluzione francese e gli episodi dell'insurrezione della Vandea furono le sue principali fonti di ispirazione. Avendo poi una predilezione per gli episodi drammatici, vi applicò tutta la sua affinata tecnica compositiva. Questa tendenza si può osservare in diverse sue opere come "Chouans in marcia" del 1883 o in "Madame Roland nella prigione di Sainte-Pélagie" del 1886. Queste tele gli procurarono successo presso il pubblico e le ordinazioni si susseguirono.
Ma questo stesso successo costituì per Carpentier un impedimento alla sua scoperta della pittura "all'aria aperta". Il 1884 segnò una svolta veramente decisiva nella sua carriera. Carpentier si liberò infatti di ogni convenzione legata all'accademismo e trovò finalmente la sua strada. Di fatto fu la scoperta delle opere di Jules Bastien-Lepage che lo iniziò al "plenarismo" e fece sì che, passando per il movimento realista, egli traesse ispirazione dalla libera natura. Soggiornò allora per due stagioni a Saint-Pierre-lès-Nemours, presso la foresta di Fontainebleau, ma si fermò anche a Tréport e a Saint-Malo.

### Il ritorno in Belgio
Al suo ritorno in patria nel 1886 (abbandonerà definitivamente il suo atelier parigino nel 1890) Carpentier assistette alla diffusione dell'impressionismo attraverso diverse manifestazioni organizzate a Bruxelles dal Gruppo dei XX. Durante la sua lunga permanenza in Francia aveva già incontrato gli impressionisti, ma era stato contagiato dal naturalismo di Bastien-Lepage e di Jules Breton.
Dopo il suo debutto come pittore all'aria aperta, la sua tavolozza si fece nettamente più chiara e la sua pennellata, in un impasto talvolta denso, divenne progressivamente più morbida.
Sistematosi in Belgio, Carpentier continuò comunque a viaggiare. Dal 1886 al 1896 attraversò le campagne belghe e francesi, alla ricerca di sempre nuovi paesaggi. Con i suoi amici paesaggisti Franz Courtens e Joseph Coosemans, si recò di frequente nella regione di "Campine" nel sud del Belgio, ma anche in Bretagna, terra cui era particolarmente affezionato.
Nel 1888 Carpentier sposò Jeanne Smaelen. Le nozze furono celebrate a Verviers e da questa unione nacquero cinque figli..
Nel 1890 la giovane coppia si stabilì nella provincia del Brabante Fiammingo, a Overijse, dove Carpentier dipinse la sua celebre "Donna che lava le rape", acquistata dal Museo di Arte Moderna di Liegi.
Nel 1892 Carpentier traslocò ancora una volta, per sistemarsi a La Hulpe. Ed è proprio in questo periodo che il suo talento sbocciò, permettendogli di ricercare la verità della natura secondo dei sintagmi impressionistici paralleli a quelli del suo amico Émile Claus. Carpentier si portò verso tonalità delicate e usò una pennellata ariosa: questa volta egli prese risolutamente la strada della modernità, divenendo uno dei più attivi fautori dell'impressionismo luminista.
(Georges Simenon)

### Professore e Direttore
Nel 1897 Carpentier fu nominato professore di pittura all'Accademia di Belle arti di Liegi, succedendo a Émile Deperée che era deceduto. Ed è dunque nello stesso anno, quando era cinquantunenne, che egli andò a stabilirsi nella "Città ardente" in Rue Mont Saint-Martin. Prendendo poi anche il posto di Prosper Dion, egli assicurò le funzioni di Direttore dell'Accademia dal 1904 al 1910, pur continuando ad insegnare. Dal 1909 cambiò ancora una volta casa e andò ad abitare in rue Hors-château.
L'insediamento di Carpentier come professore a Liegi produsse una decisiva e determinante inversione di marcia nella pittura dell'ambiente cittadino: egli liberò l'arte dal grigiore e dai convenzionalismi dello stile accademico, sostituendoli con i canoni dell'estetica impressionista. In ventun anni d'insegnamento gli allievi che lo affiancarono furono numerosi, anche se non tutti seguirono la sua "maniera". Fra i più noti e quelli che assorbirono in modo significativo l'influenza del maestro troviamo in particolare Armand Jamar, Albert Lemaître, José Wolff. Altri artisti di Liegi passarono per la sua aula, come Fernand Steven, Robert Crommelynck, Adrien Dupagne, Marcel Caron, Jean Donnay e, non ultimo, Auguste Mambour.
Peraltro, Carpentier fu prodigo di consigli anche con pittori che non frequentavano i suoi corsi, quale ad esempio Xavier Würtz. Persino Richard Heintz, il pittore delle Ardenne, beneficiò dei suoi incoraggiamenti.
A partire dal 1906 Carpentier passò sempre le sue vacanze estive a Vieuxville, nella casa detta dell'"Abbé de Stavolt", e andò in pensione solo alla fine della prima Guerra Mondiale. Morì a Liegi nel 1922, a 77 anni.

## L'artista e l'opera
Carpentier godette in vita di un vasto successo. Nel corso della sua carriera ricevette numerosi riconoscimenti e premi nelle mostre internazionali europee e statunitensi (Chicago, Filadelfia, etc.), fra cui le medaglie d'oro ad Anversa, Monaco di Baviera, Berlino (per l'opera "Sole d'estate" del 1896), Parigi, Amsterdam, Barcellona e Nizza.
Dopo la morte Carpentier fu completamente dimenticato e la sua opera è stata riscoperta tardivamente negli ultimi anni del XX secolo. Solo adesso ci si rende conto pienamente dell'importanza di questo artista, non solo perché professore all'Accademia di Liegi, da dove diede il via ad un nuovo modo di dipingere nella "Città ardente", ma soprattutto per l'insieme delle sue opere, che costituisce l'anello essenziale nel processo di fioritura e di sviluppo della pittura moderna in Belgio.

## Giudizio critico
(Annick Lemoine)

## Alcune opere

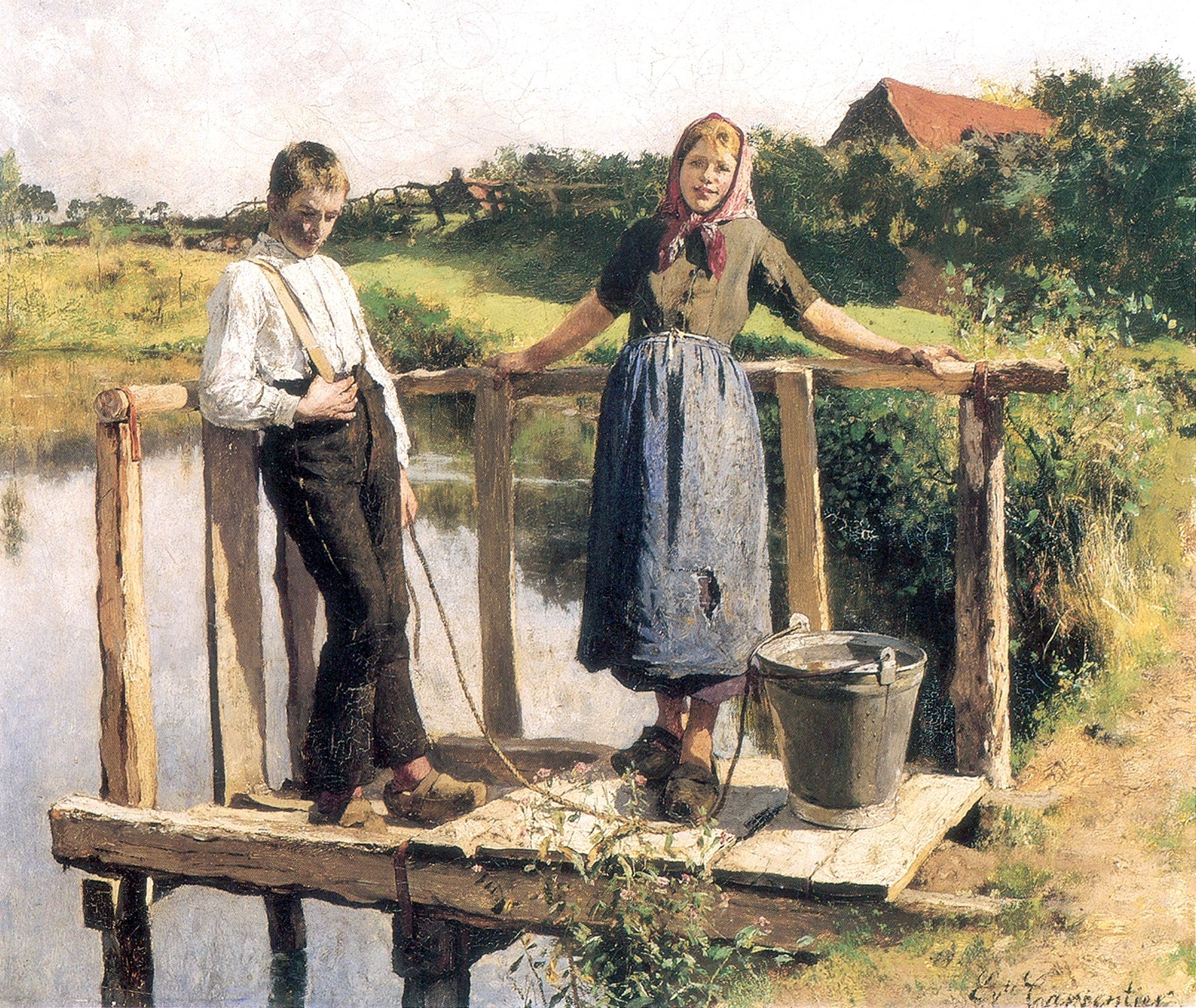
Conversazione privata (ca. 1892-1894). Broelmuseum, Courtrai, Belgio

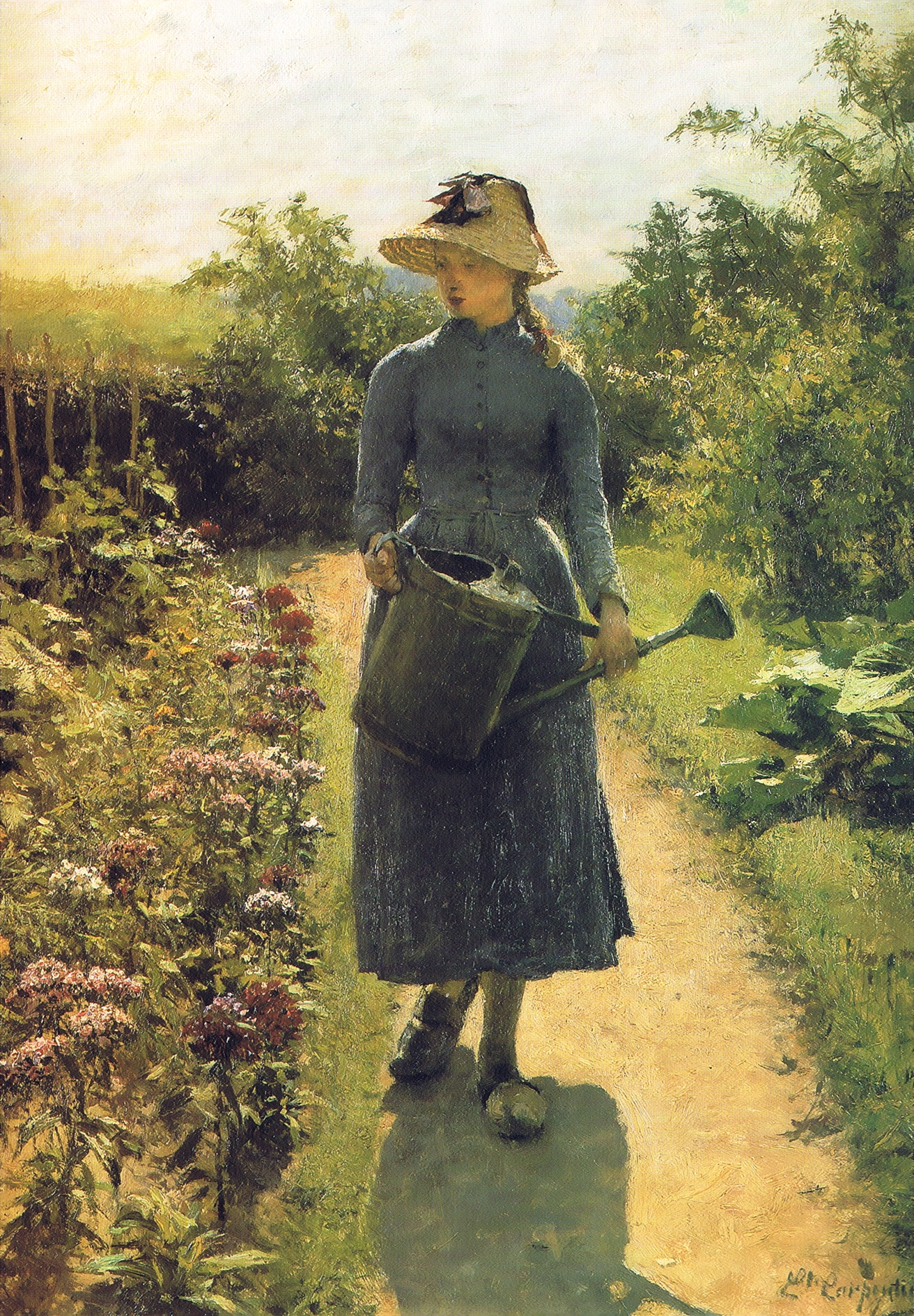
Ragazza con annaffiatoio

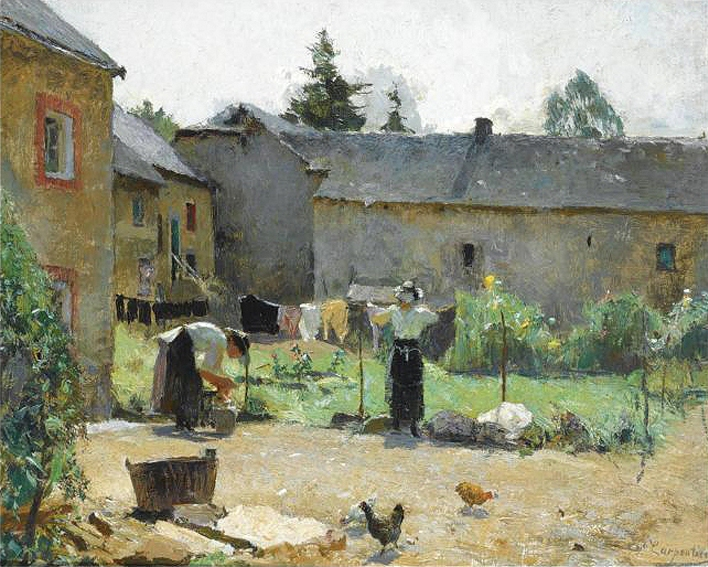
La biancheria ad asciugare

- Museo reale di Belle arti - Anversa

Episodio dell'insurrezione della Vandea nel 1795
La giovane vaccara nelle Ardenne
- Alte Nationalgalerie - Berlino

Sole d'estate, 1896.
- Collezioni dell'Amministrazione comunale di Blégny

Esecuzione dei notabili di Blégny, agosto 1914, verso il 1918.
- Musei reali di Belle arti del Belgio - Bruxelles

Le straniere, 1887.
- Collezioni della Comunità fiamminga del Belgio

La merenda nella bassa corte
La visita
- Collezioni della Communauté française de Belgique

L'uscita da scuola
- Museo d'arte e storia di Cholet

Imboscata di Chouans, verso il 1883.
Chouans in marcia, 1883.
- Broelmuseum - Courtrai

L'allerta, 1884.
Un fosso nella Campine
La reprimenda
Giovane pescatore
Conversazione intima, verso il 1892.
- Museo comunale di Huy

La siesta, verso il 1897.
- Casa comunale di Kuurne

La rivolta della Vandea, 1880.
Visita alla convalescente, verso il 1887.
L'avaro, verso il 1893.
- Museo d'arte moderna e d'arte contemporanea di Liegi

Donna che lava le rape, 1890.
La guardiana di capre
Le anatre
- Museo dell'Arte vallone - Liegi

Il bagno vietato, 1877.
Mare del Nord, 1897.
- Palazzo dei Principi-Vescovi di Liegi

Il secondo cortile del "Palais des Princes-Évêques de Liège", verso il 1900.
L'Hôtel Curtius, "quai de Maestricht", verso il 1900.
La chiesa di Saint-Jacques, verso il 1900.
La chiesa di Saint-Barthélemy, verso il 1900.
L'antico Ponte degli Archi e l'antica chiesa di Saint-Pholien di Liegi, verso il 1900.
Il passaggio d'acqua, di fronte alla "Basse Sauvenière", verso il 1900.
- Museo M - Louvain

Primo tentativo di navigazione
- Museo Fabre - Montpellier

Passeggiata di una famiglia nei dintorni di Parigi
- International Art Museum of America - San Francisco

I raccoglitori di rape
- Museo Revoltella - Trieste

Madame Roland nella prigione di Sainte-Pélagie, 1886.
- Musei comunali di Verviers

Il piccolo stagno, verso il 1894.
- Collezione privata

Le prime belle giornate, verso il 1902.

## Allievi
- Marcel Caron (1890-1961)
- Robert Crommelynck (1895-1968)
- Émile Deckers (1885-1968)
- Jean Donnay (1897-1992)
- Adrien Dupagne (1889-1980)
- Marie Madeleine Gérard (1901-1983)
- Raphaël Dubois (1888-?)
- Dieudonné Jacobs (1887-1967)
- Armand Jamar (1870-1946)
- Léon Jamin (1872-1944)
- Ludovic Janssen (1888-1954)
- Luc Lafnet (1899-1939)
- Albert Lemaître (1886-1975)
- Auguste Mambour (1896-1968)
- Jacques Ochs (pittore) (1883-1971)
- Fernand Steven (1895-1955)
- José Wolff (1885-1964)

## Galleria d'immagini

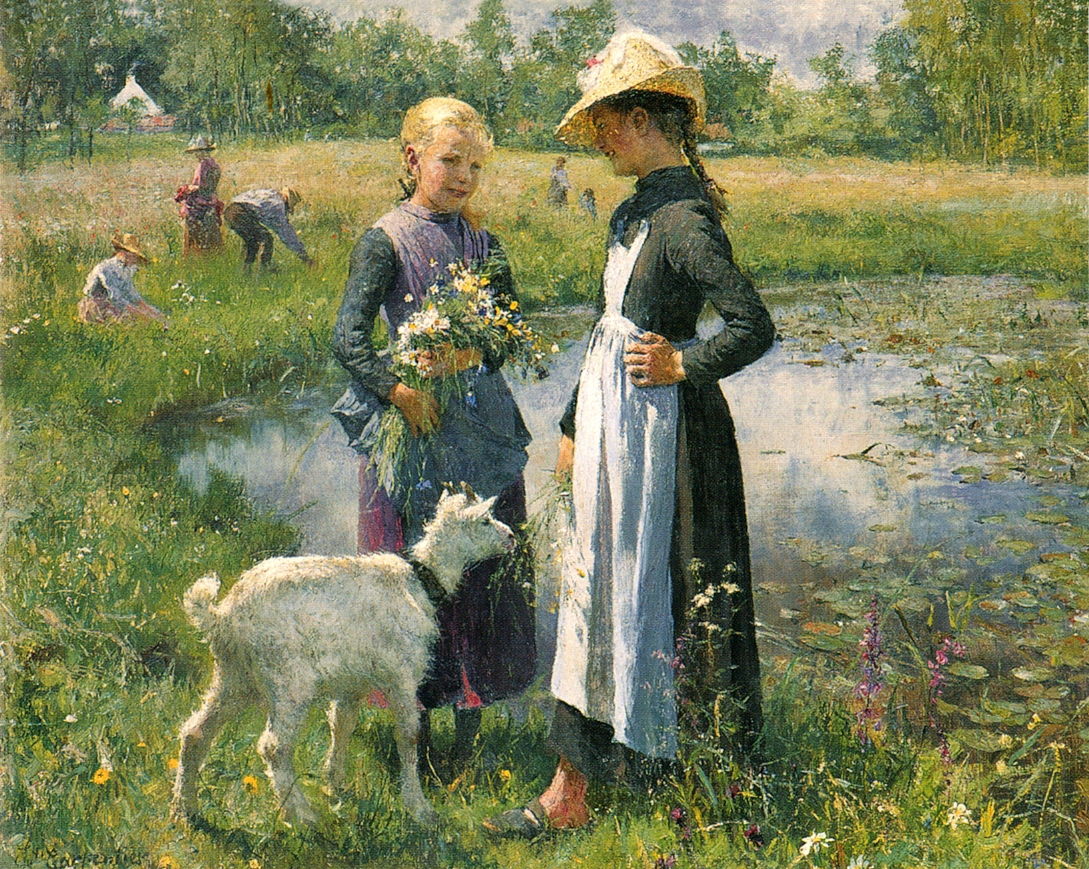
Il piccolo stagno
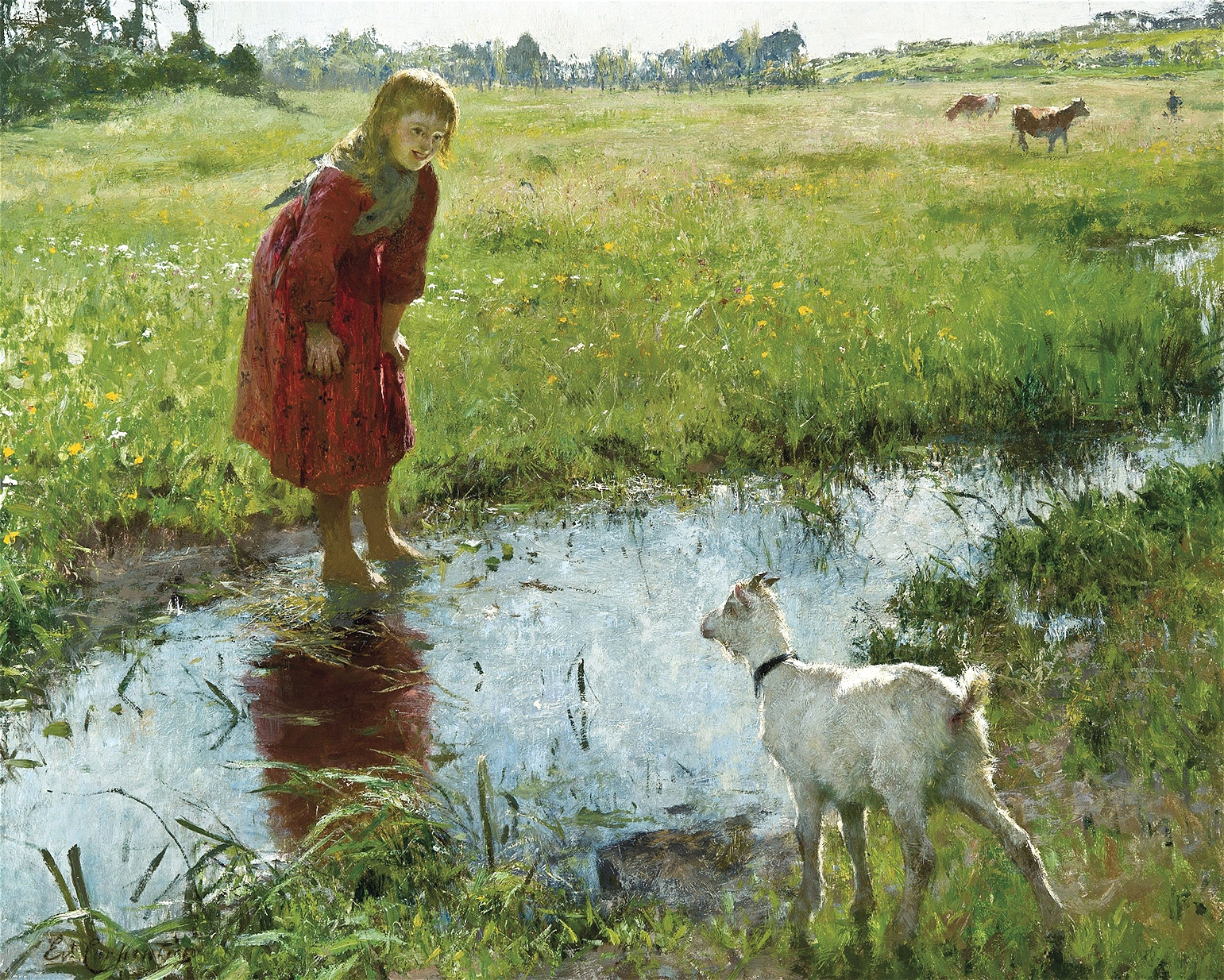
L'amico selvatico
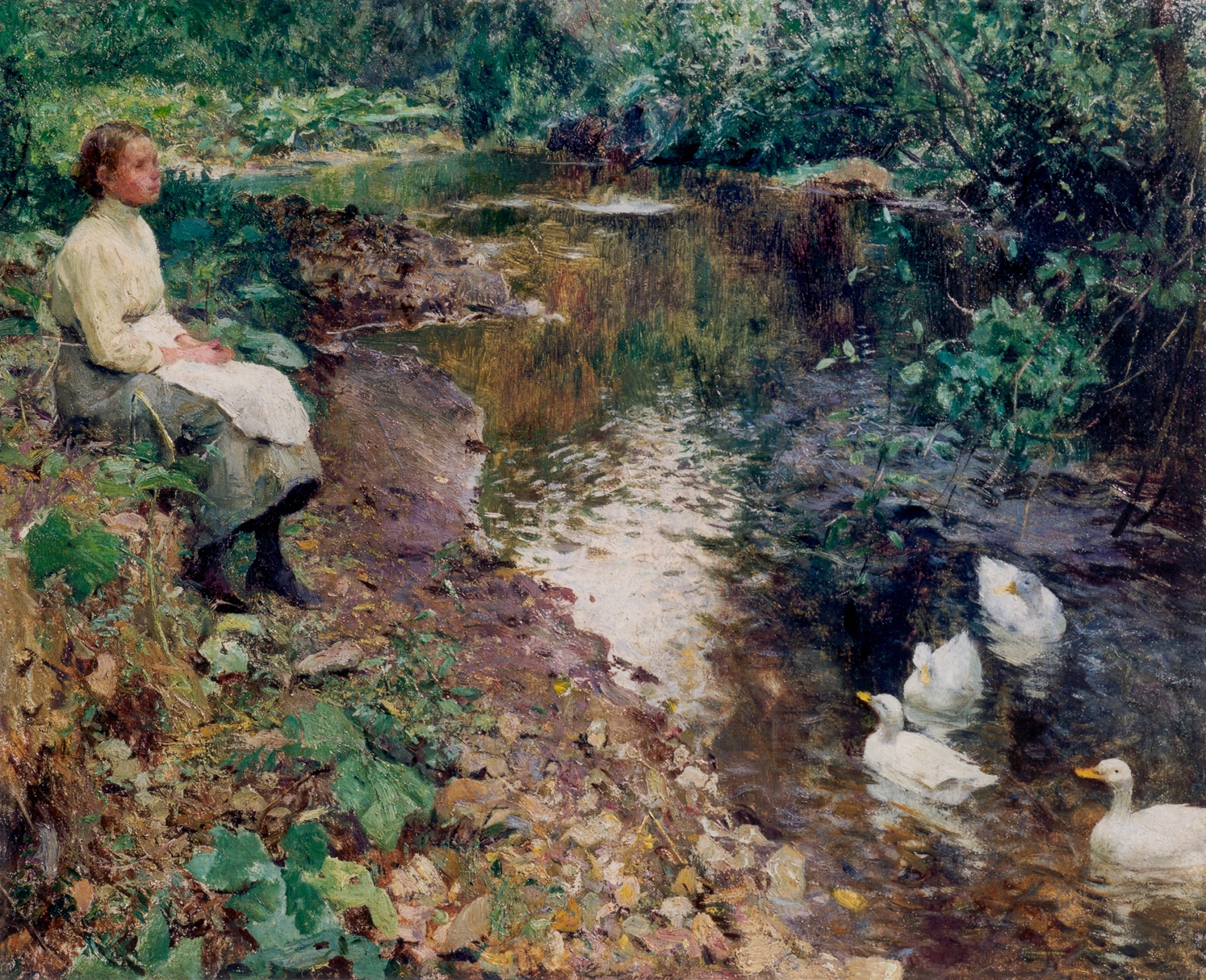
Sognando presso il ruscello
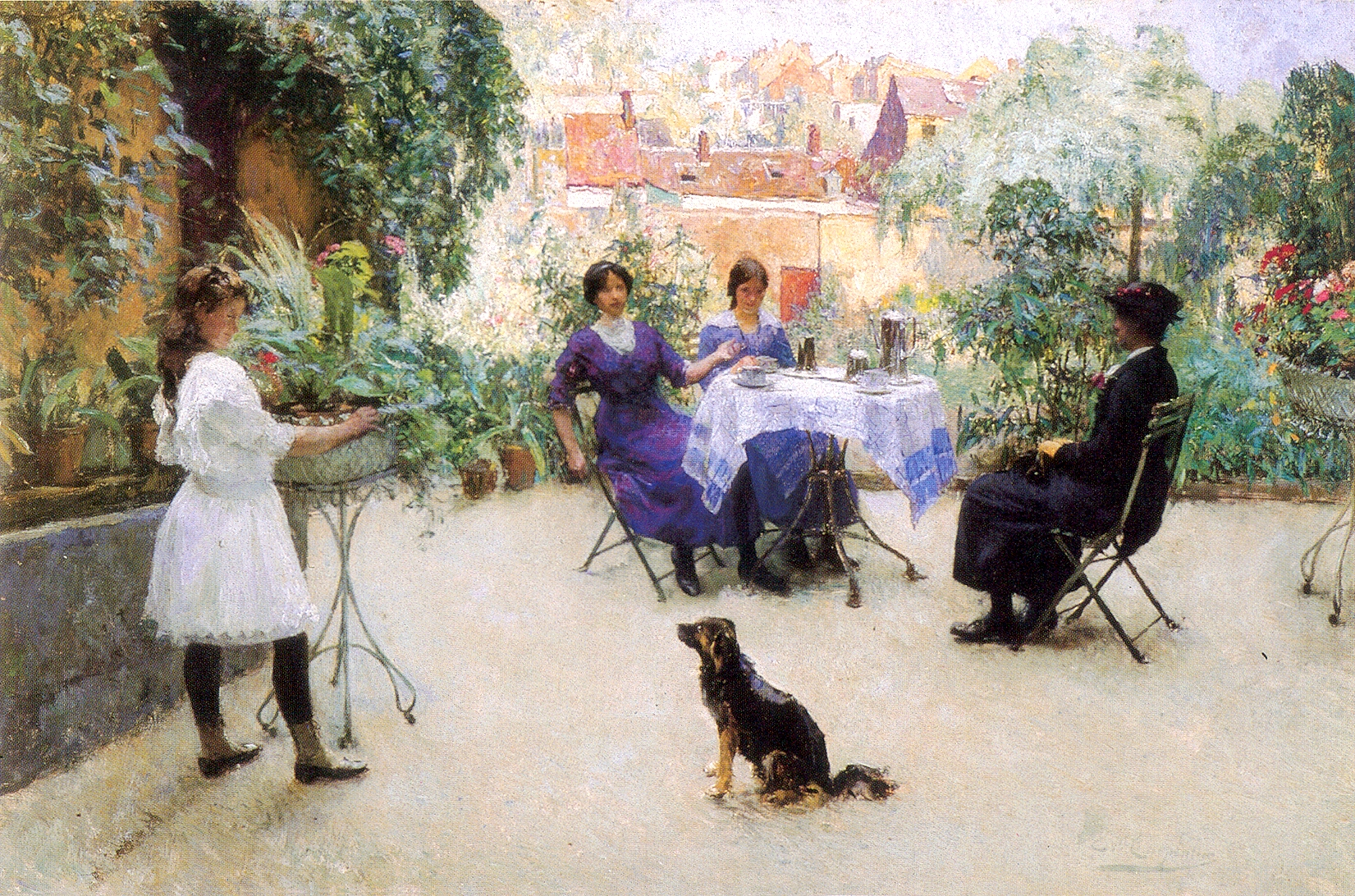
La merenda delle signore
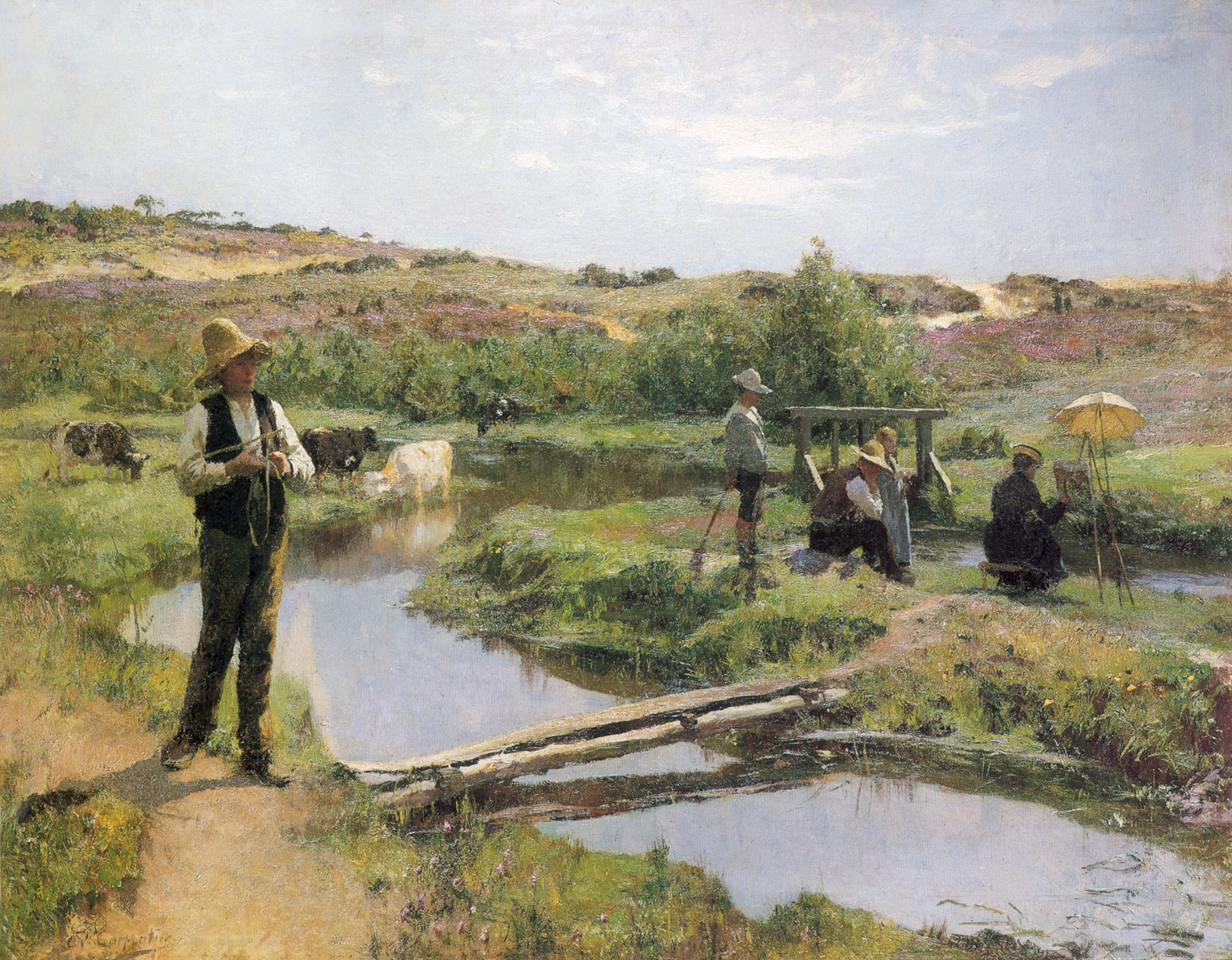
Agosto in Campine
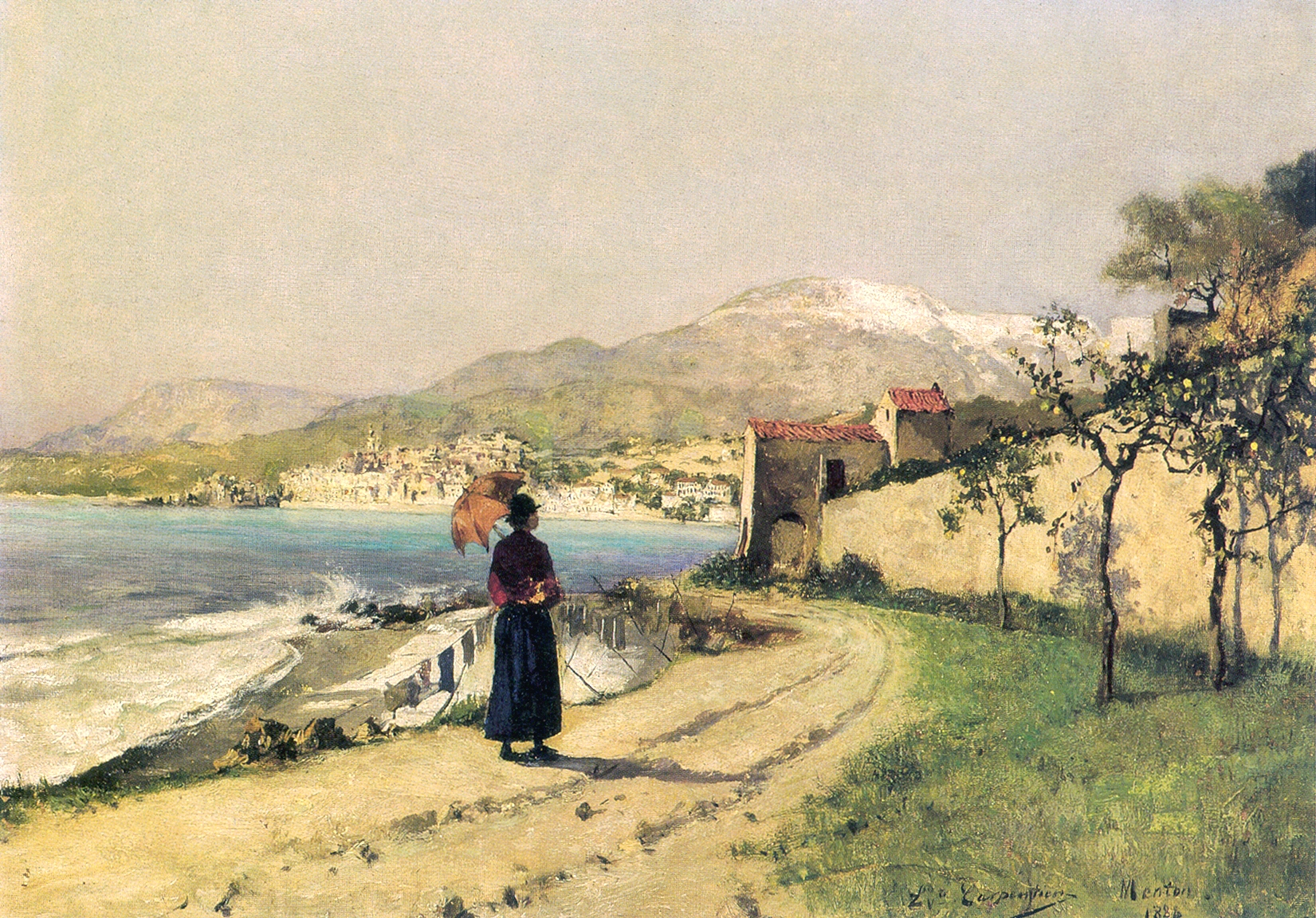
Mentone
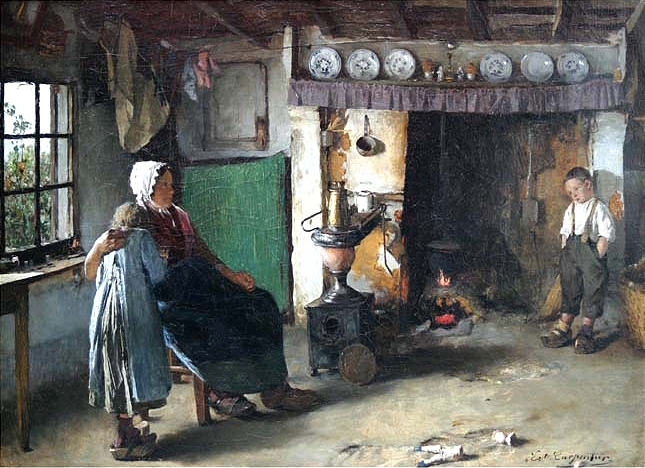
La bambola rotta
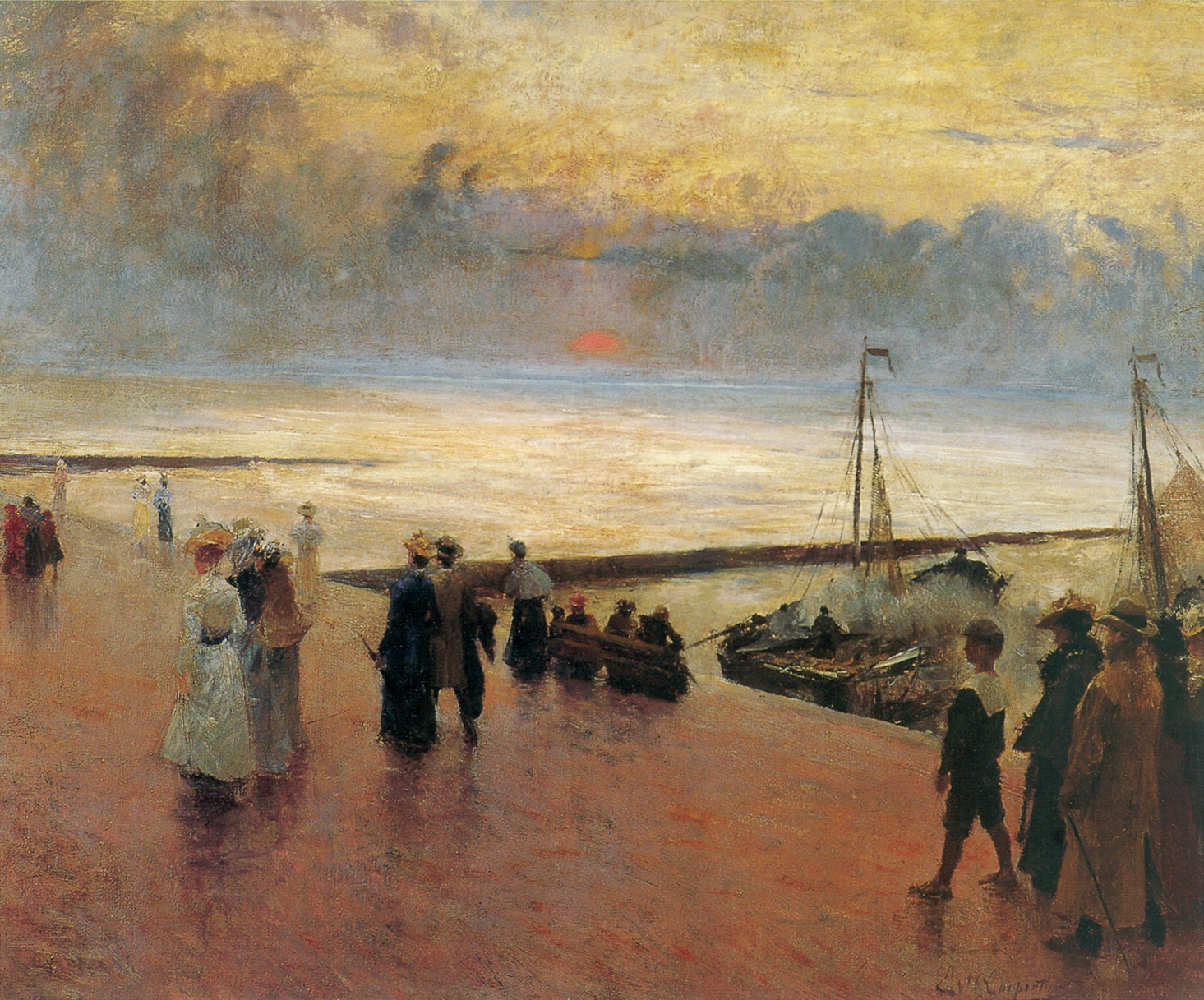
Tramonto a Ostenda
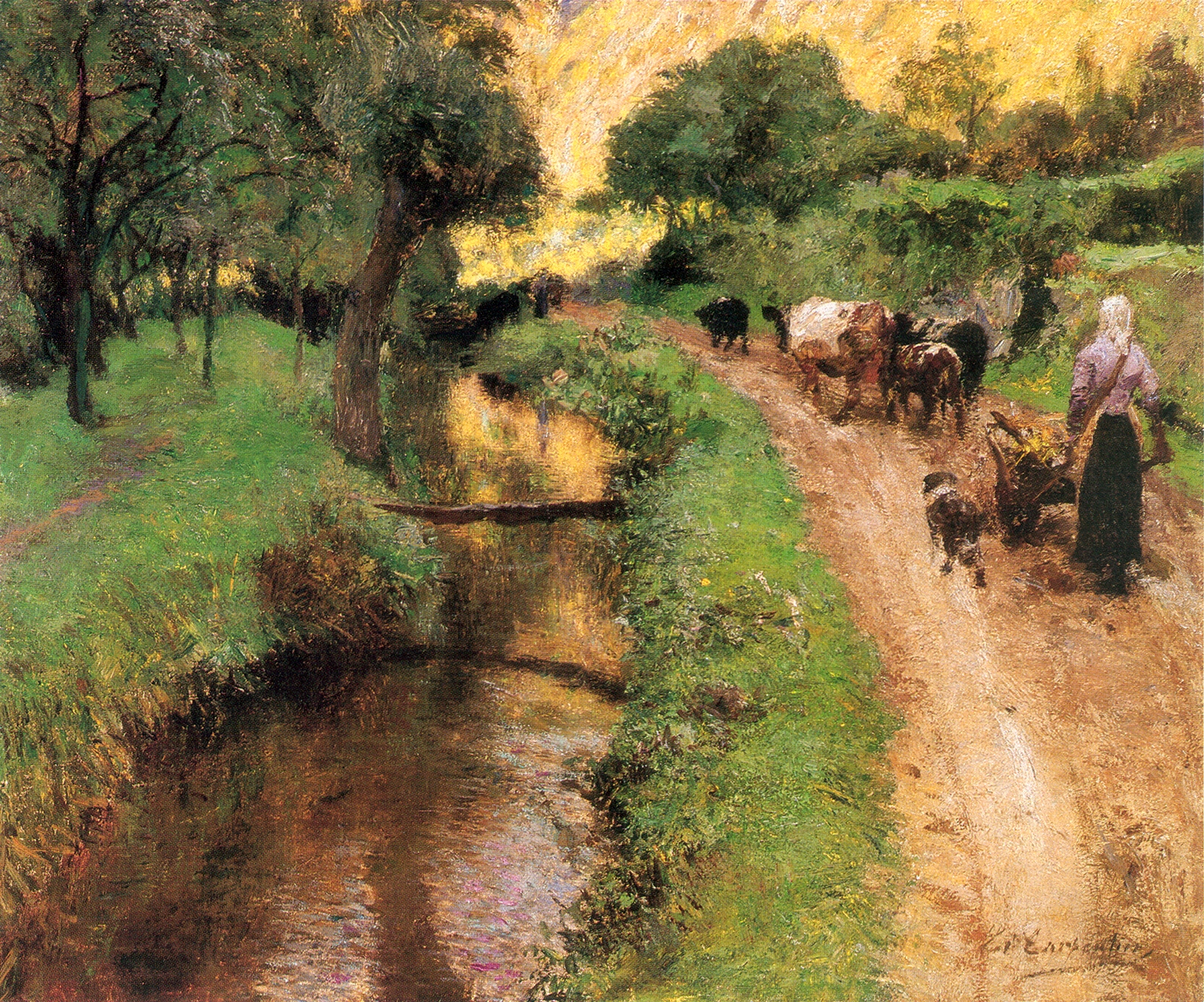
Ritorno alla fattoria
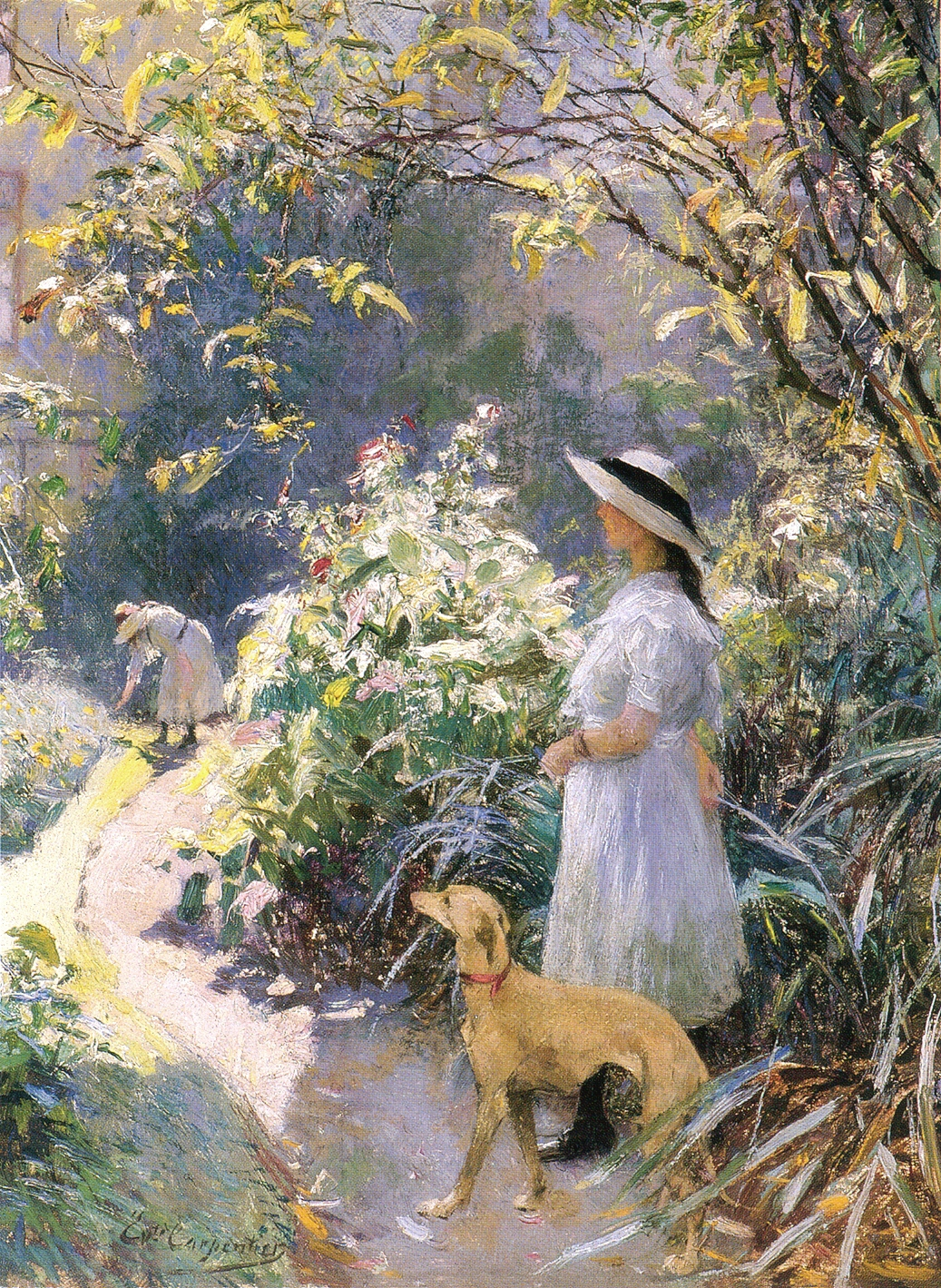
La giovanetta e il levriere
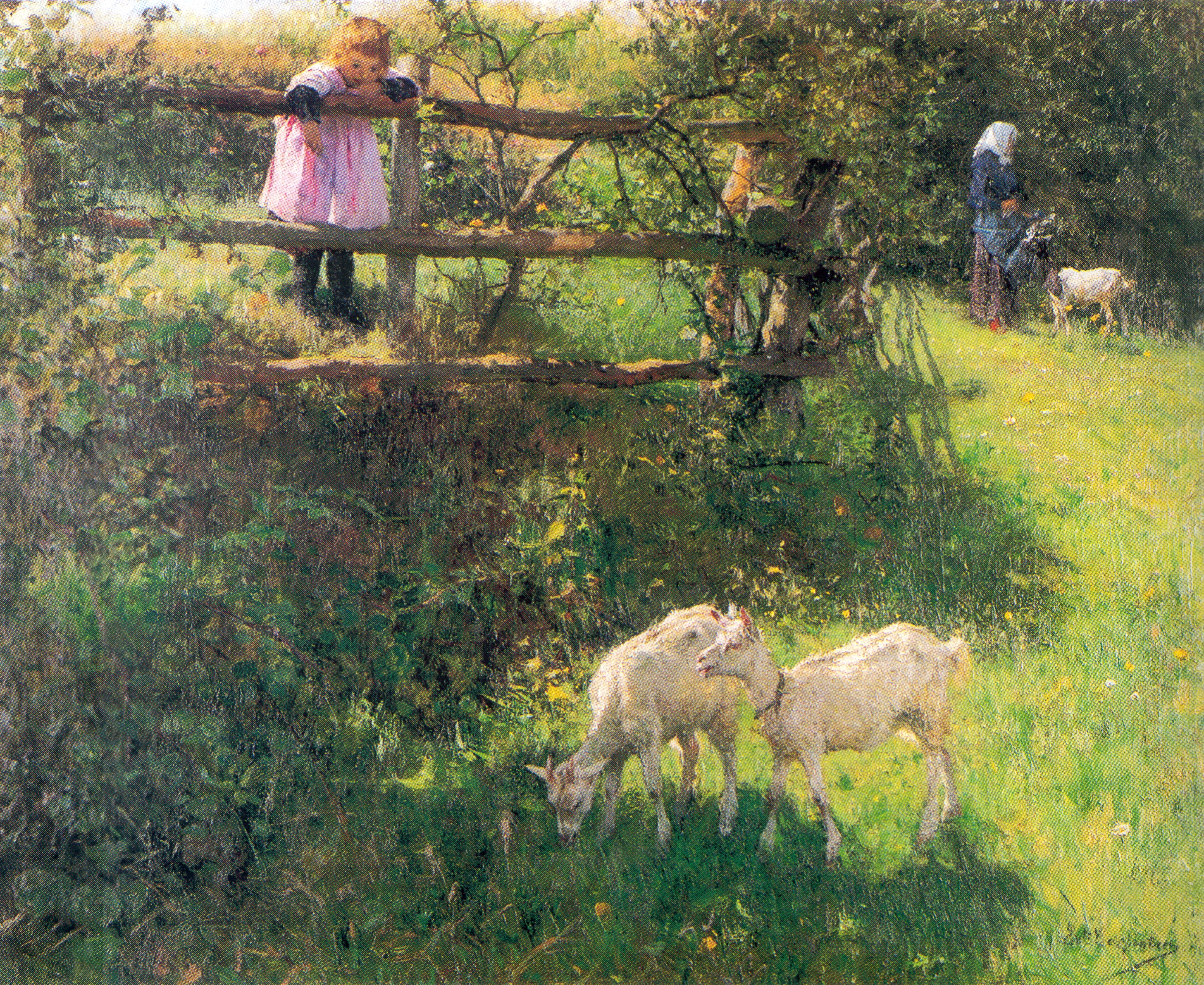
Le caprette
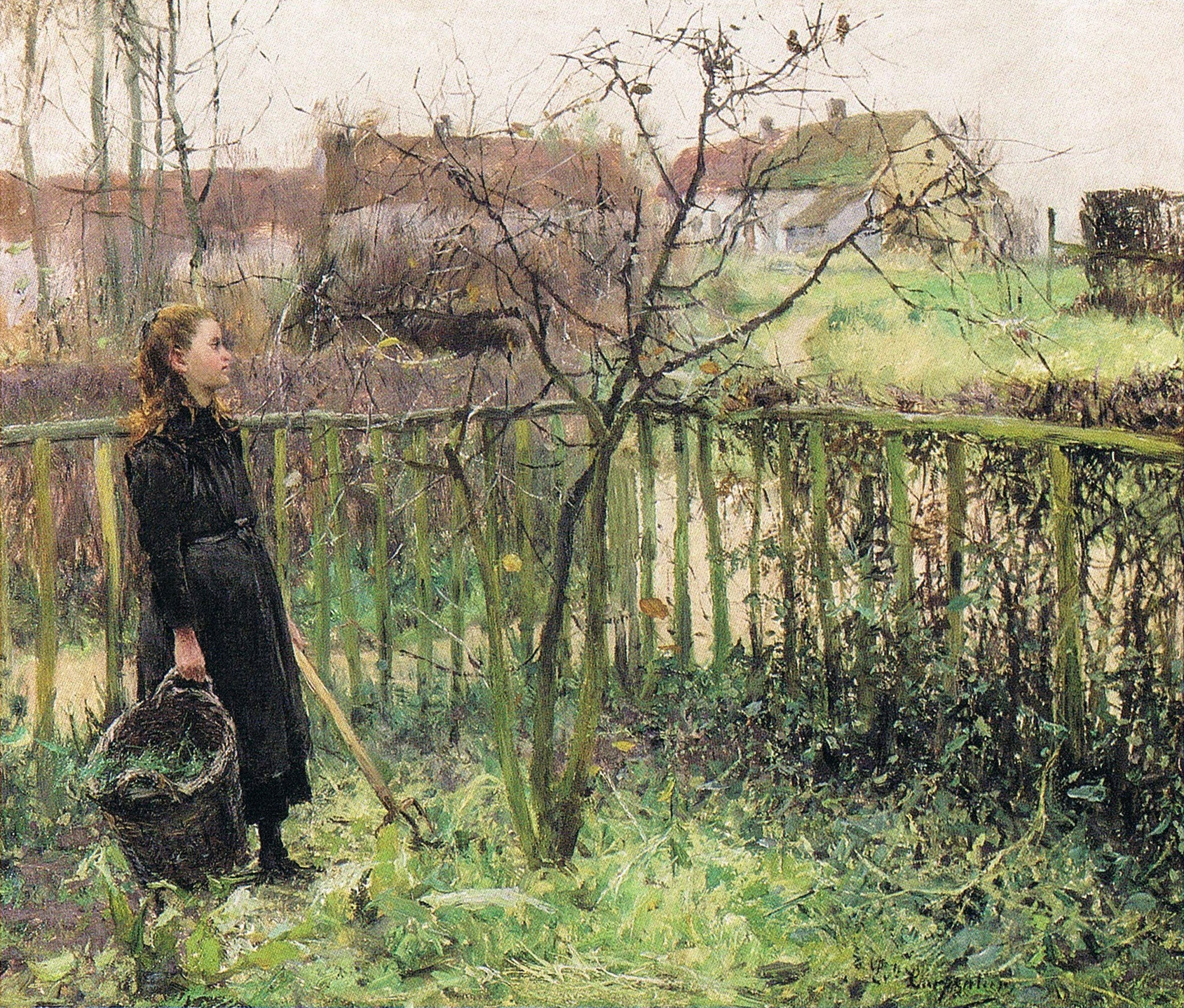
Ragazza nell'orto

## Omaggi e riconoscimenti
Fu insignito dell'Ordine di Leopoldo. Un suo busto in bronzo, realizzato da Rik Vermeersch, è stato eretto e inaugurato il 19 dicembre 1998 sulla piazza della Casa comunale di Kuurne.